# Claude de Beauharnais
Claude de Beauharnais (26. September 1756 – 10. Januar 1819), Graf von Roches-Baritaud und Pair de France, war ein französischer Politiker.

## Biografie

### Familie
Claude de Beauharnais wurde am 26. September 1756 in La Rochelle als Sohn von Claude de Beauharnais (1717–1784), Graf von Roches-Baritaud, und Marie-Anne-Françoise Mouchard de Chaban (1737–1813, bekannt als „Fanny“), berühmte Autorin und Pariser Salonnière, geboren. Er war Neffe von François de Beauharnais (1714–1800), Marquis de la Ferté-Beauharnais. Er heiratete am 17. Juni 1786 Claudine Françoise Adrienne Gabrielle de Lézay-Marnézia (1768–1791), die bei einer Geburt starb und von der er zwei Kinder hatte:
- Albéric Jules Albert de Beauharnais (23. August 1787–1791)
- Stéphanie de Beauharnais (28. August 1789 – 29. Januar 1860), 1806 von Napoleon I. adoptiert und zur kaiserlichen Prinzessin erhoben, heiratete im selben Jahr Karl II., Großherzog von Baden (1786–1818). Sie sind die mutmaßlichen Verwandten von Caspar Hauser und die Vorfahren des Königshauses von Rumänien.

Als Witwer heiratete er nach den revolutionären Turbulenzen am 10. Januar 1800 Sophie Fortin-Duplessis (1775–1850), mit der er eine Tochter hatte:
- Joséphine Désirée (19. Frimaire-Jahr XII (11. Dezember 1803) – 31. Dezember 1870 Nantes), verheiratet mit dem Marquis Adrien Hippolyte de Quiqueran-Beaujeu.

### Karriere
Er diente früh in der Armee, und als die Revolution ausbrach, war er Kapitän des Regiments der französischen Garde. Er wurde am 5. Pluviôse-Jahr XII zum Präsidenten des Wahlkollegiums der Vendée-Abteilung ernannt und trat am 1. Floréal-Jahr XII in den konservativen Senat ein. Er wurde am folgenden 25. Prairial Mitglied der Ehrenlegion. Napoleon I. gab ihm am 16. März 1806 die Sénatorerie von Amiens. Im selben Jahr adoptierte der Kaiser seine Tochter, schuf den Titel „ihre kaiserliche Prinzessin“ und verheiratete sie mit dem Erben des Großherzogs von Baden. Claude de Beauharnais wurde am 6. Juni 1808 erneut zum Grafen des Reiches ernannt. 1810 wurde er Vorstandsmitglied des Sénat conservateur, wurde zum Ehrenritter der Kaiserin Marie-Louise ernannt und erhielt das Großkreuz des Badener Ordens der Treue (24. Februar). Am 30. Juni 1811 erhielt er den Titel eines Großoffiziers der Ehrenlegion. Im Zuge der Restauration fügte Ludwig XVIII. den von Napoleon verliehenen Ehren weitere hinzu. Am 4. Juni 1814 wurde er Pair de France. Im Prozess gegen Marschall Ney stimmte er für den Tod. Er starb am 10. Januar 1819 in Paris. Die persönlichen Papiere von Claude de Beauharnais aus der Familie Beauharnais werden im Nationalarchiv unter der Nummer 251AP aufbewahrt.

### Titel
- Graf „de Beauharnois“ und des Imperiums (Briefpatent vom Mai 1808, Bayonne)[2];
- Pair des France:[3][4]
  - 4. Juni 1814;
  - Erblicher Graf (31. August 1817 ohne Majorat).

### Auszeichnungen
- Ehrenlegion[5]
  - Commander (25 Prairial, Jahr XII: 14. Juni 1804),
  - Großoffizier der Ehrenlegion (30. Juni 1811).

### Wappen
|  | Wappen des Grafen „de Beauharnois“ und des Imperiums Blasonierung: „Halbgespalten und geteilt: - oben vorne in Blau ein ovaler, aufrechter, goldengefaßter Handspiegel, dessen Griff umwunden von einer nach rechts züngelnden Schlange (Zeichen der Grafen Senatoren) - oben hinten in Rot ein silberner, schwarzgefugter Turm mit zwei geschlossenen (schwarzen) Fenstern, ebensolchem Turmtor und drei Zinnen, jede mit einem fünzackigen, silbernen Stern besetzt - unten in Silber ein schwarzer Balken, begleitet oben von drei schwarzen Merletten (gestümmelten Amseln; Wappen derer von Beauharnais)“ Uniform: rot, weiß, schwarz und rot. |
|  | Wappen des Grafen von Beauharnais, Pair de France Blasonierung: „In Silber ein schwarzer Balken, begleitet oben von drei schwarzen Merletten (gestümmelten Amseln).“ |